# Miltochrista roseororatus
Miltochrista roseororatus là một loài bướm đêm thuộc phân họ Arctiinae, họ Erebidae.